# Mercedes-Benz W 28
La Mercedes-Benz W 28 (nom commercial : Mercedes-Benz 170 H) était un développement ultérieur de la voiture à moteur arrière Mercedes-Benz de type 130 en reprenant des composants de celle à moteur à l'avant type 170V. La désignation « H » vient de l'allemand « Heck » (arrière) par rapport à « V » pour « Vorne » (avant). Elle a été fabriquée de 1936 à 1939.

## L'histoire
La voiture a été présentée en février 1936 au Salon international de l'automobile et de la moto (IAMA) de Berlin en même temps que son modèle sœur, le type 170V, et que le modèle Diesel plus grand 260D. Les voitures étaient plus luxueusement équipées que le modèle sœur avec moteur avant et coûtaient 4 350 RM, soit 15 % plus cher. En 1939, les productions de voitures à moteur arrière ont été arrêtées en raison de la guerre et aussi d'une demande insuffisante.

## Motorisation et transmission
La Mercedes-Benz 170H était équipée d'un moteur à soupapes latérales à quatre cylindres en ligne, monté  à l'arrière. Le moteur de 1 697 cm3 développait 38 ch (28 kW) à 3 400 tr/min et correspondait à celui du modèle à moteur avant de 170V. Comme pour son prédécesseur, la boîte à quatre vitesses était installée devant l'essieu arrière.

## Train de roulement
Un essieu pendulaire avec ressorts hélicoïdaux était installé à l'arrière. Les roues avant étaient suspendues à deux ressorts à lames transversaux (suspension indépendante). Le design correspondait ainsi à celui au modèle 130 précédent. En revanche par rapport au modèle à moteur avant 170V la tenue de route était plus dangereuse en raison de la charge importante à l'arrière.

## Versions de carrosserie
La voiture était disponible comme limousine ou cabriolet. Toutes les superstructures avaient deux portes articulées à l'arrière. Le coffre du 170H à l'avant du véhicule était beaucoup plus petit que celui à l'arrière du 170V. [1] Le 170H a également servi de base à la Schlörwagen à l'aérodynamisme optimisé.

## Production W 28
| Année | 1935 | 1936 | 1937 | 1938 | 1939 | total |
| ----- | ---- | ---- | ---- | ---- | ---- | ----- |
| W 28  | 8    | 1010 | 50   | 250  | 189  | 1507  |

## Littérature
- Werner Oswald: Mercedes-Benz Personenwagen. 1886–1945. Band 1. Motorbuch Verlag Stuttgart, 1. Auflage 2001,  (ISBN 3-613-02167-6).